# Venedigkommissionen
Den Europæiske Kommission for Demokrati gennem Lov, eller Venedigkommissionen, er en rådgivende institution under Europarådet bestående af forfatnings- og menneskerettighedseksperter. Den blev dannet i 1990, efter murens fald, for at bistå de østeuropæiske lande med at etablere demokratiske forfatninger.

## Medlemsstater

### Fuldgyldige medlemmer (60)
| - Albanien - Algeriet - Andorra - Armenien - Aserbajdsjan - Belgien - Bosnien-Hercegovina - Brasilien - Bulgarien - Chile - Kroatien - Cypern - Danmark - Estland - Finland - Frankrig - Georgien - Grækenland - Holland - Irland - Island | - Israel - Italien - Kasakhstan - Kosovo - Kirgisistan - Letland - Liechtenstein - Litauen - Luxembourg - Nordmakedonien - Malta - Marokko - Mexico - Moldova - Monaco - Montenegro - Norge - Peru - Polen - Portugal | - Rumænien - Rusland - San Marino - Serbien - Slovakiet - Slovenien - Spanien - Storbritannien - Schweiz - Sverige - Sydkorea - Tjekkiet - Tunesien - Tyrkiet - Tyskland - Ukraine - Ungarn - USA - Østrig |

### Associerede medlemsstater (1)
- Hviderusland

### Observatørstater (5)
| - Argentina - Canada | - Den Hellige Stol - Japan | - Uruguay |

### Særlig status (3)
| - EU | - Palæstina | - Sydafrika |